# Classici latini conservati (193 - 476 d.C.)
Questa è una lista di classici latini conservati dai Severi alla caduta dell'Impero romano d'Occidente (193 - 476 d.C.), ossia antiche opere letterarie in lingua latina giunte fino a noi, per diverse vie.
Comprende sia opere integre sia opere incomplete o lacunose, di cui però si conservi un numero rilevante di parti. Le opere sono ripartite in sezioni secondo un ordine cronologico; all'interno delle singole sezioni sono elencate in ordine alfabetico.

## III e IV secolo
Già nel 192, con la fine della dinastia degli Antonini, l'Impero romano concludeva un periodo universalmente riconosciuto come prospero e ricco. Alla scomparsa di Commodo (ucciso da una congiura) si aprì un periodo di instabilità politica che causò una guerra civile durata cinque anni, dal 193 al 197, con scontri tra legioni acquartierate in diverse regioni dell'Impero, ciascuna delle quali sosteneva il proprio generale.
Ebbe la meglio Settimio Severo, governatore della Pannonia e originario della Tripolitania, che pose le basi per il successivo sistema autocratico fondato sugli imperatori militari. Fu così che Settimio Severo adottò il titolo di Dominus ac Deus, al posto di quello di princeps (che sottintendeva la condivisione del potere col Senato), e regolò i meccanismi di successione assegnandosi il titolo di Augustus ed usando quello di Caesar per il suo successore designato.
Il nuovo ordine promosso da Settimio Severo si scontrò presto con i problemi derivati dallo scoppio di nuove guerre. Già l'imperatore Caracalla dovette guerreggiare contro i Parti, a oriente, e i Marcomanni, lungo il confine renano-danubiano, peggiorando notevolmente le finanze statali. Per risolvere le difficoltà si fecero delle scelte che alla lunga si rivelarono dannose: l'arruolamento sempre più massiccio degli stessi germani nell'esercito e, dalla fine del II secolo, la diminuzione del metallo prezioso nelle monete, che causò inflazione.
I cambiamenti nelle istituzioni, nella società, nella vita economica e, di conseguenza anche nel modo di pensare e nella religione furono così profondi e fondamentali, che la "crisi del III secolo" è sempre più vista come lo spartiacque che contrassegna la differenza fra il mondo classico e quello della tarda antichità, che già porta in sé i germi del Medioevo.
Durante i circa 50 anni della crisi più di una ventina di imperatori si succedettero sul trono, regnando a volte contemporaneamente su parti diverse del territorio. Si trattava in genere di comandanti militari che venivano proclamati imperatori dalle proprie legioni e riuscivano a mantenere il potere per una media di due o tre anni, prima di essere a loro volta assassinati dal loro successore.
La crisi si arrestò solo con una serie di imperatori che provenivano dai ranghi militari e dalla provincia della Dalmazia, i quali grazie alla loro abilità militare riuscirono a riunificare l'Impero e a difenderne efficacemente i confini, e con la drastica riforma imposta da Diocleziano nel 284, che permise la prosecuzione dell'Impero per quasi altri due secoli come "tardo impero romano".
| Autore             | Anno pubblicazione | Volumi/Volumi pervenuti | genere                     | Titolo                                                     | Contenuto | Testo in latino                        | Traduzioni                                                  |
| ------------------ | ------------------ | --- | -------------------------- | ---------------------------------------------------------- | --- | -------------------------------------- | ----------------------------------------------------------- |
| Ambrogio           |                    | |                            | Apologia David                                             | | testo originale                        |                                                             |
| Ambrogio           |                    | |                            | De Abraham                                                 | | testo originale                        |                                                             |
| Ambrogio           |                    | |                            | De bono mortis                                             | | testo originale                        |                                                             |
| Ambrogio           |                    | |                            | De Cain et Abel                                            | | testo originale                        |                                                             |
| Ambrogio           |                    | |                            | De fide ad Gratianum Augustum libri quinque                | | testo originale                        | traduzione inglese                                          |
| Ambrogio           |                    | |                            | De fuga saeculi                                            | | testo originale                        |                                                             |
| Ambrogio           |                    | |                            | De Helia et Ieiunio                                        | | testo originale                        |                                                             |
| Ambrogio           |                    | |                            | De Iacob et vita beata                                     | | testo originale                        |                                                             |
| Ambrogio           |                    | |                            | De incarnationis dominicae sacramento                      | | testo originale                        |                                                             |
| Ambrogio           |                    | |                            | De institutione virginis                                   | | testo originale                        |                                                             |
| Ambrogio           |                    | |                            | De interpellatione Iob et David                            | | testo originale                        |                                                             |
| Ambrogio           |                    | |                            | De Ioseph                                                  | | testo originale                        |                                                             |
| Ambrogio           |                    | |                            | De Isaac et anima                                          | | testo originale                        |                                                             |
| Ambrogio           |                    | |                            | De mysteriis                                               | | testo originale                        | traduzione inglese                                          |
| Ambrogio           |                    | |                            | De Nabuthae historia                                       | | testo originale                        |                                                             |
| Ambrogio           |                    | |                            | De obitu Theodosii                                         | | testo originale                        |                                                             |
| Ambrogio           |                    | |                            | De obitu Valentiniani                                      | | testo originale                        |                                                             |
| Ambrogio           |                    | |                            | De officiis ministrorum                                    | | testo originale                        | traduzione inglese                                          |
| Ambrogio           |                    | |                            | De paenitentia                                             | | testo originale                        | traduzione italiana                                         |
| Ambrogio           |                    | |                            | De paradiso                                                | | testo originale                        |                                                             |
| Ambrogio           |                    | |                            | De patriarchis                                             | |                                        |                                                             |
| Ambrogio           |                    | |                            | De sacramentis                                             | | testo originale                        |                                                             |
| Ambrogio           |                    | |                            | De spiritu sancto                                          | | testo originale                        | traduzione inglese                                          |
| Ambrogio           |                    | |                            | De Tobia                                                   | | testo originale                        |                                                             |
| Ambrogio           |                    | |                            | De viduis                                                  | | testo originale                        | traduzione inglese                                          |
| Ambrogio           |                    | |                            | De virginibus                                              | | testo originale                        | traduzione inglese                                          |
| Ambrogio           |                    | |                            | De virginitate                                             | | testo originale                        |                                                             |
| Ambrogio           |                    | |                            | Epistulae                                                  | | testo originale                        | traduzione inglese                                          |
| Ambrogio           |                    | |                            | Exhortatio virginitatis                                    | | testo originale                        |                                                             |
| Ambrogio           |                    | |                            | Explanatio in duodecim psalmos Davidicos                   | | testo originale                        |                                                             |
| Ambrogio           |                    | |                            | Explanatio symboli ad initiandos                           | |                                        |                                                             |
| Ambrogio           |                    | |                            | Expositio in psalmum CXVIII                                | |                                        |                                                             |
| Ambrogio           |                    | |                            | Expositiones in Lucam                                      | |                                        |                                                             |
| Ambrogio           |                    | |                            | Exameron                                                   | | testo originale                        |                                                             |
| Ambrogio           |                    | |                            | Hymni                                                      | | testo originale                        |                                                             |
| Ambrogio           |                    | |                            | In excessu Satyri                                          | |                                        |                                                             |
| Ambrogio           |                    | |                            | Sermo contra Auxentium de basilicis tradendis              | |                                        |                                                             |
| Ambrogio           |                    | |                            | Tituli                                                     | |                                        |                                                             |
| Ambrosiaster       |                    | |                            | Quaestiones Veteris et Novi Testamenti                     | |                                        |                                                             |
| Ammiano Marcellino | Intorno al 395.    | 31 libri (conservato parzialmente: libri XIV-XXXI)                                                                                         | Storia                     | Rerum gestarum libri XXXI                                  | I libri sopravvissuti trattano la storia dell'Impero romano tra il 353 e il 378, l'opera completa cominciava presumibilmente dal 96 con il principato di Nerva.                                                       | testo originale                        | traduzione inglese                                          |
| Arnobio            |                    | |                            | Adversus nationes                                          | | testo originale                        | traduzione inglese                                          |
| Aviano             |                    | |                            | Fabulae                                                    | | testo originale                        |                                                             |
| Avieno             |                    | |                            | Aratea (traduzione dei Fenomeni di Arato)                  | |                                        |                                                             |
| Avieno             |                    | |                            | Descriptio orbis terrae                                    | | testo originale                        |                                                             |
| Avieno             |                    | |                            | Ora maritima (conservato parzialmente)                     | | testo originale                        |                                                             |
| Aurelio Vittore    |                    | |                            | De Caesaribus                                              | | testo originale                        | (FR) Des Césars — traduzione in francese di N. A. Dubois    |
| Aurelio Vittore    |                    | |                            | Epitome de Caesaribus                                      | | testo originale                        | (EN) Epitome — traduzione in inglese di Thomas M. Banchich. |
| Ausonio            |                    | |                            | Bissula                                                    | | testo originale                        |                                                             |
| Ausonio            |                    | |                            | Caesares                                                   | | testo originale                        |                                                             |
| Ausonio            |                    | |                            | Cento nuptialis                                            | | testo originale                        |                                                             |
| Ausonio            |                    | |                            | Commemoratio professorum Burdigalensium                    | | testo originale                        |                                                             |
| Ausonio            |                    | |                            | Eclogarum liber                                            | | testo originale                        |                                                             |
| Ausonio            |                    | |                            | Ephemeris                                                  | | testo originale                        |                                                             |
| Ausonio            |                    | |                            | Epigrammi                                                  | | testo originale                        |                                                             |
| Ausonio            |                    | |                            | Epistulae                                                  | |                                        |                                                             |
| Ausonio            |                    | |                            | Epitaphia                                                  | | testo originale                        |                                                             |
| Ausonio            |                    | |                            | Grammaticomastix                                           | |                                        |                                                             |
| Ausonio            |                    | |                            | Gratiarum actio                                            | | testo originale                        |                                                             |
| Ausonio            |                    | |                            | Griphus ternarii numeri                                    | | testo originale                        |                                                             |
| Ausonio            |                    | |                            | Ludus septem sapientium                                    | | testo originale                        |                                                             |
| Ausonio            |                    | |                            | Mosella                                                    | | testo originale                        |                                                             |
| Ausonio            |                    | |                            | Oratio                                                     | | testo originale                        |                                                             |
| Ausonio            |                    | |                            | Oratio matutina                                            | |                                        |                                                             |
| Ausonio            |                    | |                            | Ordo urbium nobilium                                       | | testo originale                        |                                                             |
| Tertulliano        | 197 d.C.           | 2 libri | Orazione                   | Ad nationes                                                | In difesa del Cristianesimo contro i pagani | Testo originale in "The latin library" |                                                             |
| Tertulliano        | 197 d.C.           | 50 capitoli | Trattato sul cristianesimo | Apologeticus                                               | Una impetuosa difesa in nome della libertà di coscienza, sia contro i delitti manifesti imputati ai cristiani, sia contro i cosiddetti crimina occulta, come incesti, infanticidi e altre depravazioni morali pagane. | Testo originale in Wikisource          | Traduzione francese in Wikisource                           |
| Autori vari        | Fine IV secolo     | Conservato parzialmente: mancano le prime due vite e quattro vite di imperatori del III secolo; la vita di Valeriano è conservata in parte | Biografico, storiografico. | Vita diversorum principum et tyrannorum (Historia Augusta) | Raccolta delle biografie degli Imperatori del II e III secolo; l'opera oggi viene considerata un "falso" di epoca teodosiana poco attendibile.                                                                        | testo originale                        | traduzione inglese                                          |

## V secolo
| Autore               | Anno pubblicazione | Volumi/Volumi pervenuti | genere | Titolo | Contenuto | Testo in latino | Traduzioni          |
| -------------------- | ------------------ | ----------------------- | ------ | --- | --------- | --------------- | ------------------- |
| Agostino             |                    |                         |        | Acta contra Fortunatum Manichaeum                                                                              |           | testo originale | traduzione italiana |
| Agostino             |                    |                         |        | Adnotationes in Iob                                                                                            |           | testo originale | traduzione italiana |
| Agostino             |                    |                         |        | Collatio cum Maximino                                                                                          |           | testo originale | traduzione italiana |
| Agostino             |                    |                         |        | Confessioni |           | testo originale | traduzione italiana |
| Agostino             |                    |                         |        | Contra Academicos                                                                                              |           | testo originale | traduzione italiana |
| Agostino             |                    |                         |        | Contra Adimantum Manichaei discipulum                                                                          |           | testo originale | traduzione italiana |
| Agostino             |                    |                         |        | Contra Cresconium grammaticum                                                                                  |           | testo originale | traduzione italiana |
| Agostino             |                    |                         |        | Contra duas epistulas Pelagianorum                                                                             |           | testo originale | traduzione italiana |
| Agostino             |                    |                         |        | Contra epistulam Manichaei quam dicunt fundamenti                                                              |           | testo originale | traduzione italiana |
| Agostino             |                    |                         |        | Contra epistulam Parmeniani                                                                                    |           | testo originale | traduzione italiana |
| Agostino             |                    |                         |        | Contra Faustum Manichaeum                                                                                      |           | testo originale | traduzione italiana |
| Agostino             |                    |                         |        | Contra Iulianum                                                                                                |           | testo originale | traduzione italiana |
| Agostino             |                    |                         |        | Contra litteras Petiliani                                                                                      |           | testo originale | traduzione italiana |
| Agostino             |                    |                         |        | Contra Maximinum                                                                                               |           | testo originale | traduzione italiana |
| Agostino             |                    |                         |        | Contra mendacium                                                                                               |           | testo originale | traduzione italiana |
| Agostino             |                    |                         |        | Contra secundam Iuliani responsionem                                                                           |           | testo originale | traduzione italiana |
| Agostino             |                    |                         |        | Contra sermonem Arrianorum                                                                                     |           | testo originale | traduzione italiana |
| Agostino             |                    |                         |        | De actis cum Felice Manichaeo                                                                                  |           | testo originale | traduzione italiana |
| Agostino             |                    |                         |        | De agone christiano                                                                                            |           | testo originale | traduzione italiana |
| Agostino             |                    |                         |        | De baptismo contra Donatistas                                                                                  |           | testo originale | traduzione italiana |
| Agostino             |                    |                         |        | De beata vita                                                                                                  |           | testo originale | traduzione italiana |
| Agostino             |                    |                         |        | De bono coniugali                                                                                              |           | testo originale | traduzione italiana |
| Agostino             |                    |                         |        | De dono perseverantiae                                                                                         |           | testo originale | traduzione italiana |
| Agostino             |                    |                         |        | De bono viduitatis                                                                                             |           | testo originale | traduzione italiana |
| Agostino             |                    |                         |        | De catechizandis rudibus                                                                                       |           | testo originale | traduzione italiana |
| Agostino             |                    |                         |        | La città di Dio                                                                                                |           | testo originale | traduzione italiana |
| Agostino             |                    |                         |        | De consensu evangelistarum                                                                                     |           | testo originale | traduzione italiana |
| Agostino             |                    |                         |        | De correptione et gratia                                                                                       |           | testo originale | traduzione italiana |
| Agostino             |                    |                         |        | De diversis quaestionibus ad Simplicianum                                                                      |           | testo originale | traduzione italiana |
| Agostino             |                    |                         |        | De diversis quaestionibus octoginta tribus                                                                     |           | testo originale | traduzione italiana |
| Agostino             |                    |                         |        | De doctrina Christiana                                                                                         |           | testo originale | traduzione italiana |
| Agostino             |                    |                         |        | De fide rerum quae non videntur                                                                                |           | testo originale | traduzione italiana |
| Agostino             |                    |                         |        | De Genesi ad litteram                                                                                          |           | testo originale | traduzione italiana |
| Agostino             |                    |                         |        | De Genesi contra Manichaeos                                                                                    |           | testo originale | traduzione italiana |
| Agostino             |                    |                         |        | De Genesi imperfectus liber                                                                                    |           | testo originale | traduzione italiana |
| Agostino             |                    |                         |        | De gratia Christi et de peccato originali                                                                      |           | testo originale | traduzione italiana |
| Agostino             |                    |                         |        | De gratia et libero arbitrio                                                                                   |           | testo originale | traduzione italiana |
| Agostino             |                    |                         |        | De haeresibus                                                                                                  |           | testo originale | traduzione italiana |
| Agostino             |                    |                         |        | De libero arbitrio                                                                                             |           | testo originale | traduzione italiana |
| Agostino             |                    |                         |        | De magistro |           | testo originale | traduzione italiana |
| Agostino             |                    |                         |        | De mendacio |           | testo originale | traduzione italiana |
| Agostino             |                    |                         |        | De moribus ecclesiae catholicae et de moribus Manichaeorum                                                     |           | testo originale | traduzione italiana |
| Agostino             |                    |                         |        | De musica |           | testo originale | traduzione italiana |
| Agostino             |                    |                         |        | De natura et gratia                                                                                            |           | testo originale | traduzione italiana |
| Agostino             |                    |                         |        | De nuptiis et concupiscentia                                                                                   |           | testo originale | traduzione italiana |
| Agostino             |                    |                         |        | De opere monachorum                                                                                            |           | testo originale | traduzione italiana |
| Agostino             |                    |                         |        | De ordine |           | testo originale | traduzione italiana |
| Agostino             |                    |                         |        | De peccatorum meritis et remissione et de baptismo parvulorum                                                  |           | testo originale | traduzione italiana |
| Agostino             |                    |                         |        | De perfectione iustitiae hominis                                                                               |           | testo originale | traduzione italiana |
| Agostino             |                    |                         |        | De praedestinatione sanctorum                                                                                  |           | testo originale | traduzione italiana |
| Agostino             |                    |                         |        | De sancta virginitate                                                                                          |           | testo originale | traduzione italiana |
| Agostino             |                    |                         |        | De spiritu et littera                                                                                          |           | testo originale | traduzione italiana |
| Agostino             |                    |                         |        | De Trinitate                                                                                                   |           | testo originale | traduzione italiana |
| Agostino             |                    |                         |        | De utilitate credendi                                                                                          |           | testo originale | traduzione italiana |
| Agostino             |                    |                         |        | De vera religione                                                                                              |           | testo originale | traduzione italiana |
| Agostino             |                    |                         |        | Enarrationes in Psalmos                                                                                        |           | testo originale | traduzione italiana |
| Agostino             |                    |                         |        | Enchiridion ad Laurentium                                                                                      |           | testo originale | traduzione italiana |
| Agostino             |                    |                         |        | Lettere |           | testo originale | traduzione italiana |
| Agostino             |                    |                         |        | Post conlationem contra Donatistas                                                                             |           | testo originale | traduzione italiana |
| Agostino             |                    |                         |        | Psalmus abecedarius contra partem Donati                                                                       |           | testo originale | traduzione italiana |
| Agostino             |                    |                         |        | Retractationes                                                                                                 |           | testo originale | traduzione italiana |
| Agostino             |                    |                         |        | Sermoni |           | testo originale | traduzione italiana |
| Agostino             |                    |                         |        | Soliloquia |           | testo originale | traduzione italiana |
| Agostino             |                    |                         |        | Tractatus in Iohannis evangelium                                                                               |           | testo originale | traduzione italiana |
| Claudiano            |                    |                         |        | Bellum Gildonicum                                                                                              |           | testo originale | traduzione inglese  |
| Claudiano            |                    |                         |        | Bellum Gothicum                                                                                                |           | testo originale | traduzione inglese  |
| Claudiano            |                    |                         |        | Carmina minora                                                                                                 |           | testo originale | traduzione inglese  |
| Claudiano            |                    |                         |        | De consulatu Anicii Olibri et Probini                                                                          |           | testo originale | traduzione inglese  |
| Claudiano            |                    |                         |        | De nuptiis Honori Augusti et Mariae                                                                            |           | testo originale | traduzione inglese  |
| Claudiano            |                    |                         |        | De quarto consulatu Honorii                                                                                    |           | testo originale | traduzione inglese  |
| Claudiano            |                    |                         |        | De sexto consulatu Honorii                                                                                     |           | testo originale | traduzione inglese  |
| Claudiano            |                    |                         |        | De raptu Proserpinae                                                                                           |           | testo originale | traduzione inglese  |
| Claudiano            |                    |                         |        | De tertio consulatu Honorii                                                                                    |           | testo originale | traduzione inglese  |
| Claudiano            |                    |                         |        | Epithalamium dictum Palladio et Celerinae                                                                      |           | testo originale | traduzione inglese  |
| Claudiano            |                    |                         |        | Fescennina |           | testo originale | traduzione inglese  |
| Claudiano            |                    |                         |        | Gigantomachia (conservato parzialmente)                                                                        |           | testo originale | traduzione inglese  |
| Claudiano            |                    |                         |        | Invectivae in Eutropium                                                                                        |           | testo originale | traduzione inglese  |
| Claudiano            |                    |                         |        | Invectivae in Rufinum                                                                                          |           | testo originale | traduzione inglese  |
| Claudiano            |                    |                         |        | Laus Serenae                                                                                                   |           | testo originale | traduzione inglese  |
| Claudiano            |                    |                         |        | Laus Stilichonis                                                                                               |           | testo originale | traduzione inglese  |
| Claudiano            |                    |                         |        | Panegyricus dictus Mallio Theodoro consuli                                                                     |           | testo originale | traduzione inglese  |
| Girolamo             |                    |                         |        | Adversus Helvidium de perpetua virginitate beatae Mariae                                                       |           | testo originale | traduzione inglese  |
| Girolamo             |                    |                         |        | Adversus Iovinianum                                                                                            |           | testo originale | traduzione inglese  |
| Girolamo             |                    |                         |        | Adversus Vigilantium                                                                                           |           | testo originale | traduzione italiana |
| Girolamo             |                    |                         |        | Altercatio Luciferiani et orthodoxi                                                                            |           | testo originale | traduzione inglese  |
| Girolamo             |                    |                         |        | Apologia adversus libros Rufini                                                                                |           | testo originale | traduzione inglese  |
| Girolamo             |                    |                         |        | Chronicon |           | testo originale | traduzione inglese  |
| Girolamo             |                    |                         |        | Commentarii in Matthaeum                                                                                       |           | testo originale |                     |
| Girolamo             |                    |                         |        | Commentarioli in Psalmos                                                                                       |           | testo originale |                     |
| Girolamo             |                    |                         |        | Commentarius in Ecclesiasten                                                                                   |           | testo originale |                     |
| Girolamo             |                    |                         |        | Commenti a Filemone, Galati, Efesini, Tito                                                                     |           |                 |                     |
| Girolamo             |                    |                         |        | Commenti ai Profeti                                                                                            |           |                 |                     |
| Girolamo             |                    |                         |        | Commento dell'Apocalisse                                                                                       |           |                 |                     |
| Girolamo             |                    |                         |        | Contra Iohannem Hyerosolimitanum episcopum                                                                     |           | testo originale | traduzione inglese  |
| Girolamo             |                    |                         |        | De situ et nominibus locorum Hebraicorum sive Liber locorum (traduzione dell'Onomastico di Eusebio di Cesarea) |           | testo originale |                     |
| Girolamo             |                    |                         |        | De viris illustribus                                                                                           |           | testo originale | traduzione inglese  |
| Girolamo             |                    |                         |        | Dialogus adversus Pelagianos                                                                                   |           | testo originale | traduzione inglese  |
| Girolamo             |                    |                         |        | Epistolario |           | testo originale | traduzione inglese  |
| Girolamo             |                    |                         |        | Liber interpretationis Hebraicorum nominum                                                                     |           | testo originale |                     |
| Girolamo             |                    |                         |        | Pachomiana latina                                                                                              |           | testo originale |                     |
| Girolamo             |                    |                         |        | Quaestiones hebraicae in Genesim                                                                               |           | testo originale |                     |
| Girolamo             |                    |                         |        | Tractatus in Marci evangelium                                                                                  |           |                 |                     |
| Girolamo             |                    |                         |        | Tractatus in Psalmos                                                                                           |           |                 |                     |
| Girolamo             |                    |                         |        | Traduzione di lettere di Epifanio                                                                              |           |                 |                     |
| Girolamo             |                    |                         |        | Traduzione di lettere di Teofilo                                                                               |           |                 |                     |
| Girolamo             |                    |                         |        | Traduzione di alcune omelie di Origene                                                                         |           |                 |                     |
| Girolamo             |                    |                         |        | Traduzione del Sullo Spirito Santo di Didimo di Cesarea                                                        |           |                 |                     |
| Girolamo             |                    |                         |        | Vita Hilarionis                                                                                                |           | testo originale | traduzione inglese  |
| Girolamo             |                    |                         |        | Vita Malchi |           |                 |                     |
| Girolamo             |                    |                         |        | Vita Pauli |           | testo originale | traduzione inglese  |
| Girolamo             |                    |                         |        | Vulgata |           |                 |                     |
| Macrobio             |                    |                         |        | Commentarii in Somnium Scipionis                                                                               |           |                 |                     |
| Macrobio             |                    |                         |        | De differentibus et societatibus Graeci Latinique verbi                                                        |           |                 |                     |
| Macrobio             |                    |                         |        | Saturnalia |           | testo originale |                     |
| Orosio               |                    |                         |        | Commonitorium de errore Priscillianistarum et Origenistarum                                                    |           | testo originale |                     |
| Orosio               |                    |                         |        | Historiae adversus paganos                                                                                     |           | testo originale |                     |
| Orosio               |                    |                         |        | Liber apologeticus                                                                                             |           |                 |                     |
| Paolino di Nola      |                    |                         |        | Carmina |           | testo originale |                     |
| Paolino di Nola      |                    |                         |        | Epistulae |           | testo originale |                     |
| Paolino di Pella     |                    |                         |        | Eucharisticos                                                                                                  |           | testo originale | traduzione inglese  |
| Prospero d'Aquitania |                    |                         |        | Carmen de ingratis                                                                                             |           |                 |                     |
| Prospero d'Aquitania |                    |                         |        | De gratia et libero arbitrio liber contra collatorem                                                           |           | testo originale |                     |
| Prospero d'Aquitania |                    |                         |        | De vocatione omnium gentium (attribuzione incerta)                                                             |           | testo originale |                     |
| Prospero d'Aquitania |                    |                         |        | Epitoma chronicorum                                                                                            |           | testo originale |                     |
| Prospero d'Aquitania |                    |                         |        | Pro Augustino responsiones ad capitula obiectionum Vincentiarum                                                |           | testo originale |                     |
| Prospero d'Aquitania |                    |                         |        | Pro Augustino responsiones ad excerpta Genuensium                                                              |           | testo originale |                     |
| Prudenzio            |                    |                         |        | Apotheosis |           |                 |                     |
| Prudenzio            |                    |                         |        | Cathemerinon                                                                                                   |           |                 |                     |
| Prudenzio            |                    |                         |        | Contra Symmachum                                                                                               |           | testo originale |                     |
| Prudenzio            |                    |                         |        | Dittochaeon |           | testo originale |                     |
| Prudenzio            |                    |                         |        | Epilogus |           |                 |                     |
| Prudenzio            |                    |                         |        | Hamartigenia                                                                                                   |           |                 |                     |
| Prudenzio            |                    |                         |        | Liber Peristephanon                                                                                            |           | testo originale |                     |
| Prudenzio            |                    |                         |        | Praefatio |           |                 |                     |
| Prudenzio            |                    |                         |        | Psicomachia |           | testo originale |                     |
| Rutilio Namaziano    |                    |                         |        | De reditu suo (conservato parzialmente: I libro e pochi versi del II)                                          |           | testo originale | traduzione inglese  |
| Salviano             |                    |                         |        | Ad Ecclesiam                                                                                                   |           |                 |                     |
| Salviano             |                    |                         |        | De gubernatione Dei                                                                                            |           | testo originale | traduzione inglese  |
| Salviano             |                    |                         |        | Lettere |           | testo originale |                     |
| Sidonio Apollinare   |                    |                         |        | Carmina |           | testo originale |                     |
| Sidonio Apollinare   |                    |                         |        | Epistulae |           | testo originale | traduzione inglese  |
| Simmaco              |                    |                         |        | Epistolario |           | testo originale |                     |
| Simmaco              |                    |                         |        | Orazioni (molto lacunose)                                                                                      |           |                 |                     |
| Simmaco              |                    |                         |        | Relationes |           |                 |                     |
| Sulpicio Severo      |                    |                         |        | Chronica |           | testo originale | traduzione inglese  |
| Sulpicio Severo      |                    |                         |        | Dialogi |           | testo originale | traduzione inglese  |
| Sulpicio Severo      |                    |                         |        | Epistulae |           | testo originale | traduzione inglese  |
| Sulpicio Severo      |                    |                         |        | Vita Martini                                                                                                   |           | testo originale | traduzione inglese  |